# Meyendorf

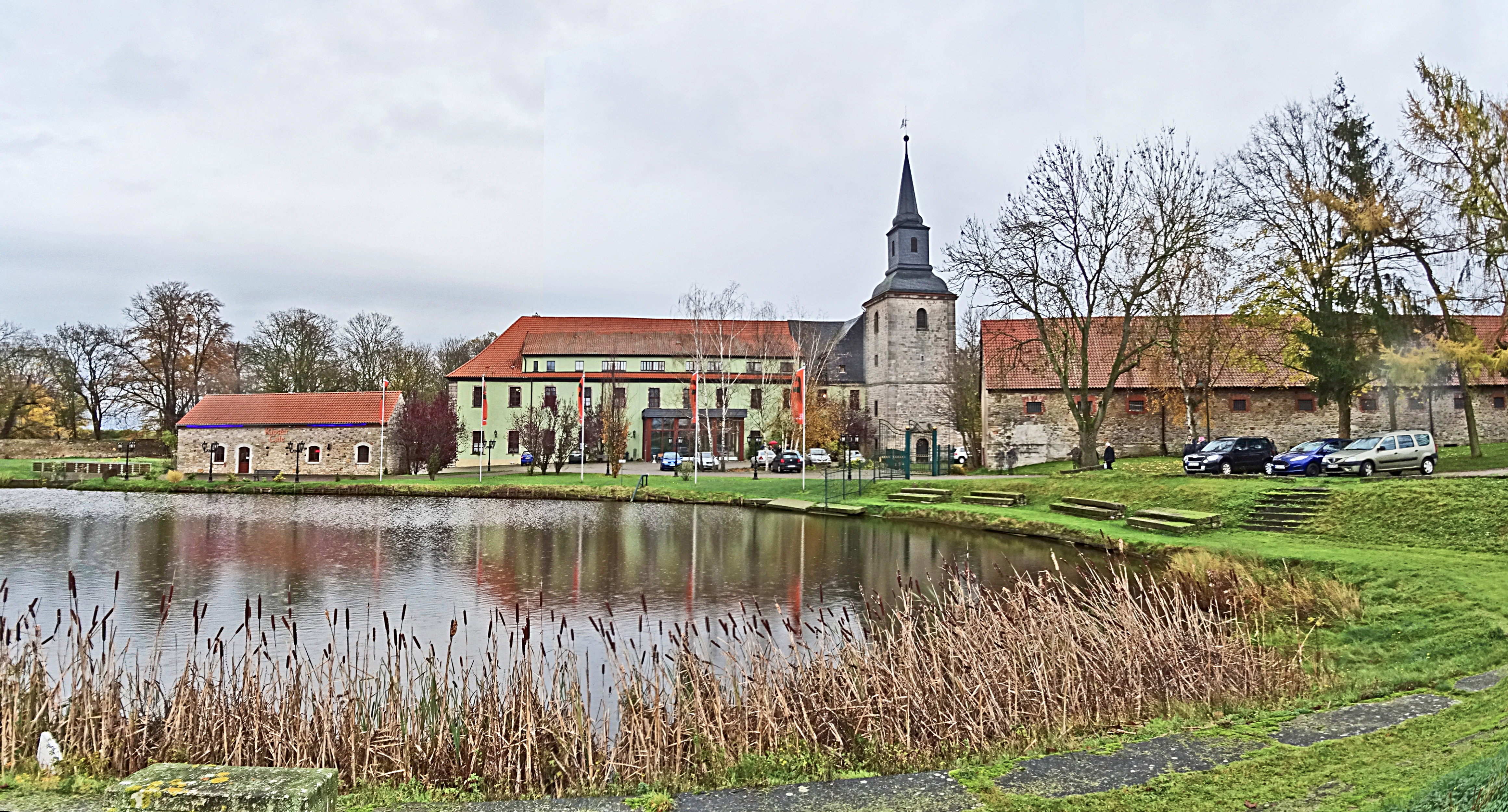
Kloster Meyendorf

Meyendorf ist ein Ortsteil der Stadt Wanzleben-Börde im Landkreis Börde in Sachsen-Anhalt.

## Geschichte
Meyendorf wurde erstmals 1192 in einer Schenkungsurkunde des Magdeburger Erzbischofs Ludolf erwähnt.

## Kloster Meyendorf
Von 1267 bis zur Säkularisation im Jahr 1810 bestand in Meyendorf das Kloster Meyendorf, welches von den Zisterzienserinnen unterhalten wurde.
1267 bestätigte der Bischof des Bistums Halberstadt, Volrad von Kranichfeld, durch eine Urkunde die Gründung des Klosters. 1268 folgte die päpstliche Bestätigung.
Der Reformation im 16. Jahrhundert leisteten die Nonnen erfolgreich Widerstand, so dass die Kirche und die Hälfte des Konvents katholisch blieben. Nach einem Brand im Jahr 1610 wurden Kirche und Kloster barock erneuert, die Kirche wurde ab 1720 neu erbaut und wurde nach der Säkularisation 1810 zur Pfarrkirche.
Von 1812 bis zur Enteignung durch die Bodenreform 1945/46 war das ehemalige Klostergut in Besitz verschiedener Familien. Zunächst kauft der Magdeburger Zuckerfabrikant und Bürgermeister der Pfälzer Kolonie Johann Kaspar Coqui (1747–1824) das Gut. 1840 übernahm August Nathusius (1818 – 1884) das Gut und wandelte es zu einem modernen landwirtschaftlichen Betrieb. 1855 wurde dem Gut der Status eines landtagsfähigen Ritterguts zuerkannt.
Am 1. Dezember 2007 wurde im Bistum Magdeburg ein Gemeindeverbund errichtet, der die Pfarreien St. Andreas in Meyendorf und St. Bonifatius in Wanzleben sowie die Pfarrvikarien St. Marien in Bahrendorf und St. Mauritius in Langenweddingen umfasste. Am 2. Mai 2010 entstand aus dem Gemeindeverbund die heutige Pfarrei St. Bonifatius.
In einem Teil der Klostergebäude befindet sich heute ein Alten- und Pflegeheim.